# Viktoriya Klyugina
Viktoriya Klyugina (née Slivka le 28 septembre 1980) est une athlète russe, spécialiste du saut en hauteur.
Sa meilleure performance est de 1,98 m à Bühl en juillet 2008, bien qu'elle ait réalisé en salle 2,00 (2009).
C'est l'épouse de Sergey Klyugin.